# كارين نيومان
كارين نيومان (بالألمانية: Karen Stechmann)‏ هي لاعبة كرة الريشة ألمانية، ولدت في 15 سبتمبر 1971 في شتاده في ألمانيا.

## وصلات خارجية
- كارين نيومان على موقع BWF.tournamentsoftware.com (الإنجليزية)
- كارين نيومان على موقع BWFbadminton.com (الإنجليزية)
- كارين نيومان على موقع أوليمبيديا (الإنجليزية)